# 自由政府间主义

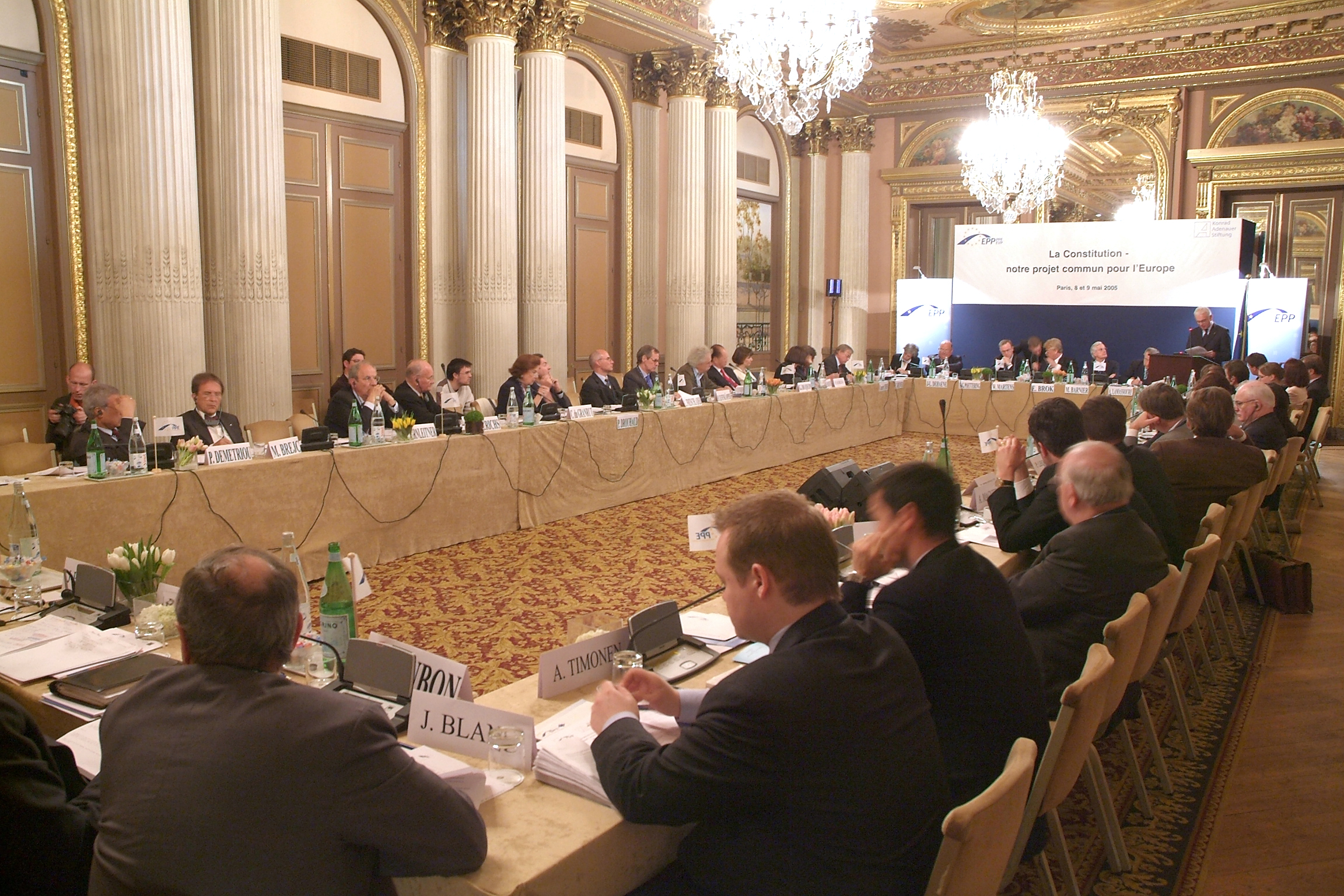
自由政府间主义是为了解释欧洲一体化而提出的。

自由政府间主义是美国哈佛大学安德鲁·穆拉维斯基教授在1993年为解释欧洲一体化而提出的国际关系理论。这一理论以政府间主义理论为基础，进一步发展了政府间主义理论，并在其理论中包含了新自由主义和现实主义两个方面，提供了比其前身更为真实的研究视角。

## 理论框架
自由政府间主义的创始人是美国哈佛大学安德鲁·穆拉维斯基教授。他对欧洲一体化较为系统的解释开始于他对《单一欧洲法案》谈判的思考,1991年他在《国际组织》杂志上发表了《单一欧洲文件的谈判国家利益和欧洲共同体内通常的国家管理》一文。1993年他发表了《欧洲共同体中的优先选择与权力 - 一种自由政府主义间路径》（Preferences and power in the European Community: A liberal intergovernmentalist approach）一文,1998年他发表了专著《欧洲的选择从墨西拿到马斯特里赫特的社会目标和国家力量》。穆拉维斯基将其理论称为自由政府间主义,把关于优先选择形成的自由主义理论同对成员国之间艰难讨价还价的政府间关注进行了全新的综合,以解释在欧盟框架下进行的政府间讨价还价的性质和欧盟的发展演变。
学界认为，自由政府间主义是现实主义理论在理性选择、集体行动理论和国际政治经济学刺激下吸纳了国内的自由主义的方法发展而成的一体化理论。穆拉维斯基的核心观点是假定国家的行为是理性的,国家是一个理性统一的行为体,基于成本利益的分析,主导了国内层次的利益聚合和欧盟层次的讨价还价。一体化产生于政府间复杂的谈判和利益交换,一体化的结果反映了领导人的意志和各国的力量对比而并非一种非意图的结果国际政策偏好形成的自由主义理论,该理论认为,在市民社会中相互作用并具有自主利益的私人和社团是政治中最基本的行为体。国家的优先考虑由处在关键位置的政治家决定,各国政府的偏好决定了它们在国际谈判中的立场,而这种偏好的形成是由各种社会力量决定的。对外政策是由重要社团的力量身份、各种利益诉求与国内政策相妥协的产物。政府的作用是汇集各种社团的偏好国家间谈判的政府间主义分析方法。政府间的大交易是通过三个步骤完成的,分别是国家偏好的形成、政府间的谈判和制度的选择。成员国政府在国家间关系中发挥着核心作用,欧洲一体化即是在成员国政府间交易的推动下进行的。在国家间谈判的过程中,国家权力起到了主要的决定作用。一体化不是自动成长的过程,而是成员国政府理性选择和相互交易的结果 。

## 对新现实主义的超越
自由政府间主义关于国家利益的观点是变化的，国家偏好的形成是跟随国内社会群体利益的变化而变化的，而新现实主义所一言是预先设定的。自由主义界定的国家利益与谈判的现实主义的结合即为此理论解释。对于欧盟的形式—部分的有组织的无政府，对超国家机构的解释也是外化的，是工具性的。

### 对“国家利益”界定的发展

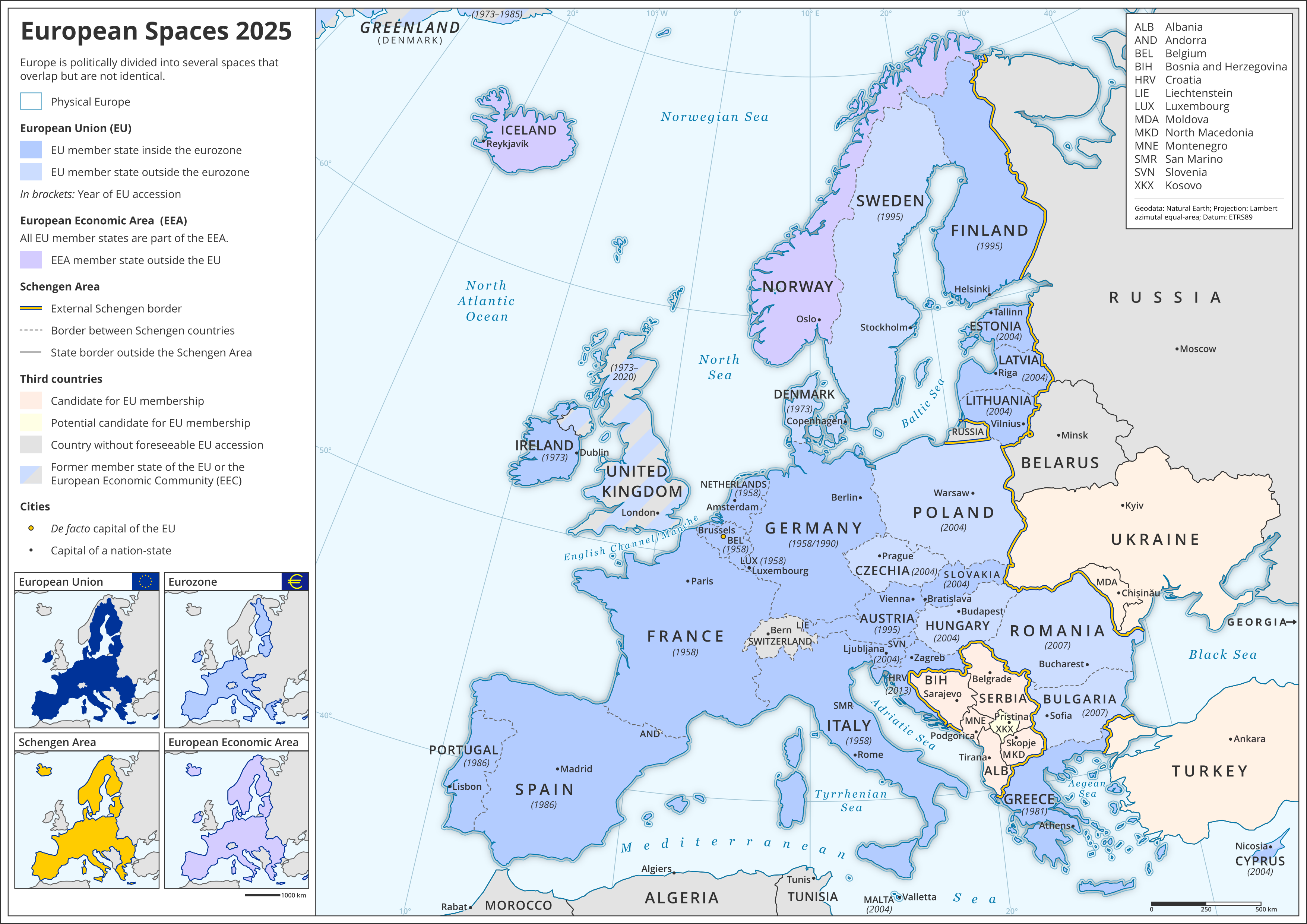
自由政府间主义打破了新现实主义者认为的国家具有功能单一性和相似性、国家只是黑箱的说法。

就新现实主义而言，国家利益是预先设定的，国家具有功能单一性和相似性，国家是一个黑箱，其国家利益就是对权力、安全和财富的追求，以求其最大化，从而在国际舞台上确保其安全
。自由的政府间主义则根据欧洲一体化的客观现实以及欧洲的历史传统总结出国家利益的可变化性。自由的政府间主义应用了国家关系的自由主义理论，认为国家偏好国内形成。穆拉维斯基的新自由主义观点主要包括三个方面，社会行为体的主要作用。
穆拉维斯基认为，国家的政策偏好是国际政治中起核心作用的因素，而理解国内政治是分析国家间战略互动的前提条件而不是补充。这种偏好形成的源头不在国家本身，而在次国家和跨国家两个层面上，其中国家与其所处的国内及跨国社会环境的关系是影响国家行为的关键因素。他认为，具有理性和规避风险的个人及私人团体是国际政治的基本行为者。在物质相对不足、价值观相互冲突及社会影响力不相等条件制约下，上述行为者通过不受政治制约的交流及集体行动等途径来增强各自的利益。代表制和国家偏好。新自由主义者认为，在国内政治中国家并不是一个行为体，而是一个不断受到社会行为者联合制约的代表机构，国际或其他政治机构代表的是国内社会的一些次级群体，国家官员依据这些群体的利益来界定国家的偏好，并在国际政治舞台上采取有目的的行动。相互依赖与国际关系。国家间的偏好不尽相同，但一国的对外政策必然波及他国，影响到他国国内社会群体的利益，反之亦然。
这样一国的政策偏好就收到了他国政策偏好的制约从而形成了一种相互依赖的体系，这构成了国际合作的原动力。就欧洲一体化而言，穆拉维斯基认为欧洲一体化发生与发展的原动力并不是外溢的作用，而是成员国内不同社会群体为实现自身利益在欧洲层面上进行交易的结果。由此可见，穆拉维斯基则将关注的问题进一步拓展到了次国家的层面，打破了新现实主义者认为的国家具有功能单一性和相似性、国家只是黑箱的说法。自由政府间主义的国家利益的形成并不是预先设定的，而是随着不同国内群体的要求而设定的，其国家利益具有一定的可变化性。这一界定更符合国际政治客观事实，并且可以更好的解释欧洲一体化的深入和发展。

### 对超国家机构作用的肯定

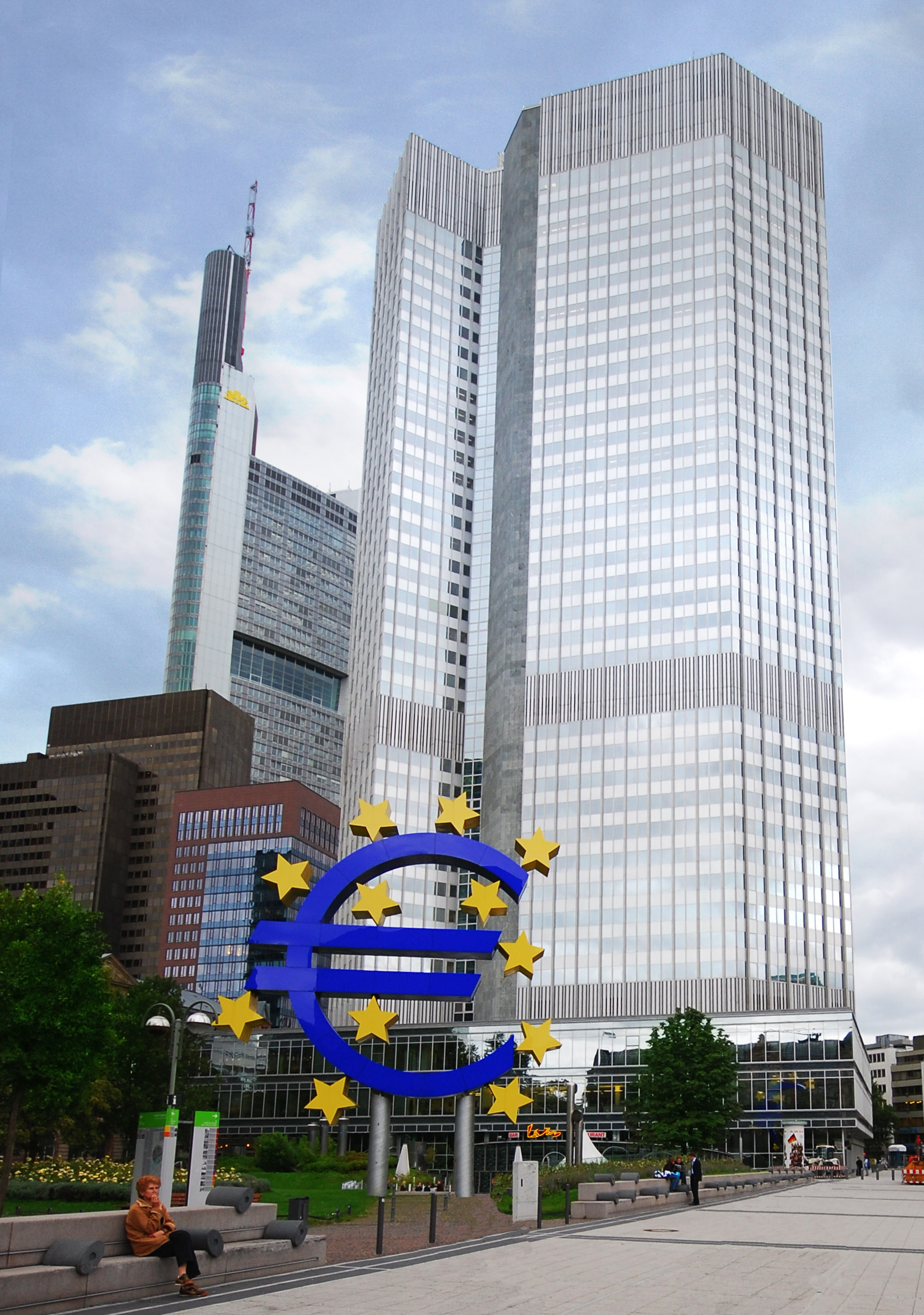
欧洲联盟的成立是对新现实主义的超越。

新现实主义来说，国际政治的基本形式就是结构和单元之间的互动，国际组织是从属于单元而存在的，体现国际合作的国际组织不过是主权国家的工具，国际制度的安排，说到底体现的是一种权力关系。制度的产生和存在是为大国服务的，正是因为这个原因，制度才得以延续下来。总之，从新现实主义的角度看，国际制度的后面存在着权力的无形之手，国际制度反映的只是国际系统内部的权力分配。国际制度只是国家权力的附属现象，没有独立地位，对冷战后世界稳定基本不会起促进作用。尽管国家之间能够进行合作，但基于相对利益的考虑，这种合作很难持久。对于欧盟的一体化进程，他们认为只不过反映了占主导地位的大国力量分配的结果，仍然是国家之间进行竞争的领域。
欧盟超国家机构的存在并不是制度主义所强调的意义，他并非内化于成员国，也不会影响成员国的偏好，但是它存在确实具有一定的现实意义，并且起作用的深化已经超越了新现实主义所谓的大国意志。自由的政府间主义在承认了大国在谈判中的权力的同时，解释了为什么让渡国家权力于超国家机构。超国家机构的作用是工具性的，其存在的合理性在于能够降低国家间交易的成本，超国家结构的作用可以增强效率并且增强成员国政府在国内的权力。
自由政府间主义以政府间主义为基础，政府间制度主义同意超国家机构在组织成员国目前谈判方面发挥了重要的作用，这些谈判是欧洲一体化重新启动的基础，同时政府间谈判也是欧洲一体化的深层动力。穆拉维斯基认为，在欧洲一体化的过程中，超国家机构的作用主要表现在两方面：
1. 超国家机构减少了交易的成本，进而促进了更大范围的合作，并深入了欧洲一体化的程度。穆拉维斯基认为，欧共体中超国家机构的作用可以用国际机制理论来解释。传统的国际机制理论认为，欧共体的制度充当一个被动的机构，提供一个有益于有效的政府间交易达成契约的环境，增加交易的效率易于达成，否则就不可能达成的协定。在欧洲一体化的过程中，欧盟的超国家制度为政府间谈判提供了框架的作用，欧共体的超国家机构提供了论坛，并且传播了信息，以及提供了讨论问题的地点，规定了共同决策的程序与政治法律规范，监督了成员国，进一步促进了国际合作[13]。总之，欧盟的超国家机构在政府间谈判中的作用就是减少了交易的成本。在欧盟日常立法、推行和执行过程中，超国家机构的权力是由成员国汇集和委托主权赋予的，在对未来不确定的情况下，成员国汇集和委托主权给超国家机构来减少交易成本。穆拉维斯基认为汇集和委托主权是对于“不完全协定”问题的解决办法[14]。
2. 超国家机构的作用还在于帮助成员国摆脱国内的反对，给予成员国政府政策的主动性以更大的过被政治合法性，授予他们更大的国内议程安排的权力。欧共体的超国家制度在成员国间讨价还价的过程中发挥了作用之外，在国内政治中，也发挥了一定的作用。欧共体以两个方式完成这个职能给予政府政策主动性以更大的国内政治的合法性，授予他们更大的国内议程安排的权力。欧盟的制度增加了成员国的主动性的合法性和可信性。国内联盟可以较容易地动员起来，亦有利于政策的协调。在国内的争论中，这增加了重要的改革和法院于欧共体的日常决定的分量[4] 。其次，通过隔离政策进程和为成员国的政治家产生出国内议程安排的权利，欧共体的制度结构加强了成员国政府的主动性与影响。在理实惠的谈判中，成员国政府能够以较小的约束采取主动并达成交易。欧共体为政府提供一般不可得到的信息。政府间的讨论是在秘密中进行的，成员国的投票并不公开。从国内来讲，一会和公共舆论一般很少有合法的机会批准欧共体的协议和决定在他们能够做的情况下，择很少有机会修改它们。首先是通过布鲁塞尔达成的交易，然后向国内群体提出一个“上”或者“下”的选择，成员国的领导人削弱了潜在反对的基础。成员国领导人握有较大的国内议程安排的权力，通过加强政府得到国内对妥协或者策略性问题联接批准的能力，增加了政府达成协议的能力[13]。

## 影响
新现实主义在国际政治理论中占有重要的地位,但是作为主流国际关系理论,它对特殊的地区一体化—欧洲一体化进程却不能提供充分的解释。而随着欧洲一体化发展起来的自由的政府间主义理论,在继承了现实主义理论的同时继承了对其超越,实现了现实主义与自由主义的结合。究其原因,学界认为,这主要是欧洲具有自由主义的土壤,自资产阶级革命以来,欧洲国家纷纷实行代议民主制,国内社会群体和压力集团对国家政策具有一定的影响。正是由于欧洲国家国内自由主义的背景,才使得在欧洲可以达到自由主义与现实主义的结合。主流国际关系理论的现实主义在解释欧洲一体化的过程中陷入了困境,不能提供有效地解释,但是随着欧洲一体化的深入发展而形成的自由政府间主义,在部分承认了现实主义的同时,根据欧洲的实际情况,充分地提供了对欧洲一体化的解释。同作为现实主义的流派,自由的政府间主义超越了现实主义,这从根本上说明,欧洲一体化促进了国际关系理论的发展。